# Keosys
Keosys,, est une société indépendante d'ingénierie médicale et technologique spécialisée dans les projets d’interprétation et de diffusion multicentrique des examens de radiologie (CR, CT, MG & IRM) et de médecine nucléaire (PET/CT, SPECT/CT, PET/IRM) basée dans l’ouest de la France (Saint-Herblain). 
Cette entreprise est un éditeur de logiciel et un fournisseur de services spécialisés destinés aux diagnostics médicaux à partir de dossiers d'imagerie médicale. Ces solutions sont destinées aux médecins radiologues et médecins nucléaires ainsi qu’à l’ensemble des utilisateurs des dossiers d‘imagerie. 
Depuis sa création, Keosys participe à de nombreux projets en collaboration avec des laboratoires de recherche, des organisations gouvernementales, des centres et des entreprises privées spécialisées en imagerie médicale. Ces projets se concentrent sur les domaines suivants : systèmes de communication multimedia, radiologie (Scanner, IRM, mammographie et radiologie conventionnelle), médecine nucléaire (PET/CT, SPECT/CT, CT, NM), développement de l'imagerie médicale, sécurité des systèmes d'information, équipement médical, mammographie numérique, dépistage du cancer du sein sur support numérique, système d’accès distant informatique (Web et remote access), Cloud computing et Cloud Services, réseaux sociaux communautaires, dossier médical informatique, l’éthique et les systèmes d’information en cancérologie, les essais cliniques, etc.

## Histoire

### Genèse
La genèse de l’histoire de Keosys comme acteur en imagerie médicale est illustrée par le projet Positoscope,. En effet, dans les années 1996-1997, un projet de recherche entre le professeur Y. Bizais du laboratoire LATIM (Laboratory of Medical Information Processing), JP Guédon du laboratoire IRCCyN (Institut de recherche en communication et cybernétique de Nantes) et J. Fortineau à l’époque au Conservatoire national des arts et métiers, permettait de concevoir les premières briques de l’échange de clichés de médecine nucléaire entre centres géographiquement éloignés. Ce projet de recherche, orienté à la fois vers la télémédecine et vers l'imagerie médicale avait comme double objectif de permettre l’interprétation de scintigraphies pulmonaires et de transmettre ces interprétations entre les deux sites du CHU de Brest (Morvan et La Cavale Blanche). Le dispositif permettait, à travers la mise au point d’un système de compte-rendu multimédia original, de lier des objets comme un commentaire audio par exemple à une zone du poumon au sein d’une cartographie morphologique prédéfinie. L’échange informatisé de ces interprétations devait permettre d’améliorer la prise en charge des patients, notamment dans le cadre d’examens en urgence comme les cas d’embolie pulmonaire. Ce système de compte-rendu multimédia a fait l’objet de plusieurs publications scientifiques.

### 2001-2007
En 2001, l’activité de Keosys se résumait en la réalisation de missions d’informatique industrielle concernant la gestion de l’information transport (Système d’information voyageurs (SIV)) et de l’affichage électronique pour le compte de Lumiplan principalement (Société mère de Keosys à l’époque). 
En 2002, Keosys décide de lancer un programme de recherche et développement destiné à créer ses propres produits. Deux programmes sont ainsi menés en parallèle :
Un premier programme de recherche débouche sur le lancement d’un projet autour d’un outil de visualisation et d’échange d'imagerie médicale baptisé « Positoscope » et qui est, en quelque sorte, un négatoscope électronique communicant. La mise en œuvre de ce réseau a fait l'objet d'une présentation au congrès SPIE Medical imaging en 2004. Le projet Positoscope a permis à Keosys de concevoir une solution matérielle et logicielle d’interprétation d’examens de médecine nucléaire qui, raccordée à un réseau national d’échange de données conçu par Keosys (Le Positocom), a permis depuis 2007 à une cinquantaine d’équipes de la médecine nucléaire française de collaborer dans le cadre d’études académiques.
En s’appuyant sur ce concept et ce réseau, Keosys a décliné dans les années qui suivirent une gamme de solution baptisée Visio+, complémentaire au Positoscope qui lui-même s’est vu rebaptisé Visio+ Duo.
Cette même année, un autre programme est lancé à partir de l'intégration d'une solution innovante existante basée sur un stylo électronique à enregistrement d'écriture (Anoto) pour la mettre en œuvre sur le marché français dans le domaine de la logistique itinérante (bons de livraison, états des lieux, etc.)

### 2008-2009
En 2008, l'Organisation européenne pour la recherche et le traitement du cancer (EORTC) sélectionne Keosys pour mettre en œuvre sa solution de lecture à distance de clichés d’imagerie médicale pour la conduite des essais cliniques. Les travaux ne commenceront réellement qu'en 2009.

### 2010-...
Depuis 2010, Keosys a mis en place une cellule de recherche orientée spécifiquement dans l’éthique des systèmes d’information en imagerie médicale.
En parallèle, Keosys étend et affine son offre de solutions et de services pour proposer en 2011 une solution complète d’Imaging Core Labs à destination de l’industrie pharmaceutique. Les projets se multiplient et de nouveaux partenariats, se mettent en place.
Enfin, Keosys a développé fin 2011 une plate-forme Internet gratuite intitulée Imagys community destinée à tous les professionnels de l’imagerie médicale dans le cadre d’une activité individuelle mais également collective et pédagogique.

## Activités associées à la recherche

### Projets de recherches techniques
Dès 2005 et sur les années qui ont suivi, Keosys a lancé plusieurs projets au sein du programme de recherche et développement permettant d’étudier si les brevets et concepts inventés et développés par Keosys dans le cadre des travaux initiaux sur le Positoscope pouvaient aboutir à de nouvelles innovations. Plusieurs de ces travaux ont pu aboutir dans les années suivantes à une industrialisation et commercialisation. Certains d’entre ces travaux ont été oubliés car non industrialisables ou commercialisables.
Plus spécifiquement, en 2006 des travaux complémentaires de recherche et développement ont été lancés pour permettre de diffuser des cours de médecine nucléaire associés à l’étude de cas cliniques en conditions réelles via une plate-forme de e-learning (projet Ethot), pour mettre en place une expérimentation d’interprétation et de diffusion des examens de médecine nucléaire volumique dans le cadre de protocole de recherche spécifique concernant le cancer du lymphome et pour décliner les résultats obtenus dans le domaine de la médecine nucléaire au niveau de celui de la mammographie numérique par une approche innovante.
En 2009, de par sa notoriété acquise auprès de la communauté scientifique de médecine nucléaire française (portée par la société savante SFMN, Keosys a commencé ses travaux avec l'Organisation européenne pour la recherche et le traitement du cancer et les professeurs et experts hollandais du VUmc (Cancer Center Amsterdam). Ces travaux ont amené Keosys à lancer un programme important permettant d’aboutir à la mise au point d’un système d’accès distant aux données d'imagerie médicale.
Les premiers résultats de ces derniers projets ont laissé entrevoir à Keosys la possibilité de trouver une solution innovante qui réponde à une demande naissante de l’industrie académique et pharmaceutique pour la gestion des essais cliniques au travers des nouveaux concepts du Cloud computing. Ces travaux ambitieux et très importants engagés en 2009 se sont poursuivis sur l’année 2010 et sont planifiés pour se poursuivre sur les années à venir au travers de nouveaux projets nécessitant de nouveaux développements pour répondre aux demandes de l’avancée des techniques thérapeutiques principalement en oncologie, cardiologie et neurologie.
Keosys a déposé un brevet en janvier 2011 sur la technologie développée pour l’accès en mode cloud aux logiciels d’interprétation diagnostique à distance ; cette technologie est le cœur et la principale valeur ajoutée des solutions proposées actuellement. Cette réponse technologique aux questions posées par la sécurité des accès distants internationaux aux images médicales a permis à Keosys de remporter ses succès récents, à savoir : le serveur central de l'Organisation européenne pour la recherche et le traitement du cancer, de la SNM, de la Société française de médecine nucléaire (SFMN), de Neurospin (filiale du CEA), d’Unicancer, de GSK Bio, du GELARC  mais aussi des partenariats comme le projet IMI Quic-Concept où Keosys est l'unique partenaire industriel,.
En résumé, les grandes phases du programme de recherche et développement conduit par Keosys sont les suivantes :
- Le Positoscope[17],[18] – Négatoscope électronique communicant ;
- Le Thotibis[19] – Le stylo numérique communicant Anoto ;
- Le réseau national pour la double lecture des examens TEP et les innovations dérivées pour la médecine nucléaire – Imotep[20],[21],[22] ;
- La mammographie numérique et imagerie médicale en radiologie ;
- Les systèmes d’accès distant aux données d’imagerie médicale – Remote Access Viewer ;
- IMAGYSTM[23],[24] : solution globale de gestion des dossiers d’imagerie pour les essais cliniques.

### Recherche axée sur l’éthique des systèmes d’information en imagerie médicale
L’utilisation et la diffusion des informations médicales via un Système d’Information (SI) performant constituent un enjeu majeur du bon fonctionnement des établissements de santé,  notamment en imagerie médicale où elles doivent être manipulées avec encore plus d’attention. Ce SI doit obéir à des règles d’éthique, de bien-fondé, de sécurité, de confidentialité, d’accessibilité et de qualité qui garantissent la crédibilité et la fiabilité du dispositif informatique. L’une des questions majeures que soulève cette nouvelle pratique autour du soin est de savoir, comment la modernisation « technologique » de l’utilisation de l’information médicale en cancérologie peut s’accompagner d’une modernisation « éthique » dessinant un SI à visage humain et quelles sont ses répercussions sur les mentalités et valeurs sociales des acteurs de cette filière, d’un point de vue structurel, technologique, stratégique, méthodologique, organisationnel, relationnel ou culturel.
Face à ces interrogations qui entourent la prise en charge et l’usage de l’information médicale par le SI, la société Keosys - spécialisée dans la conception, l’édition et le développement de solutions informatiques dédiées à l'imagerie médicale – a développé une démarche intellectuelle de questionnement tournée vers une éthique des fins et des moyens. Dans cette perspective, Keosys a établi un modèle permettant d’acquérir une vision dichotomique à la fois technique et éthique sur l’analyse des SI en Imagerie médicale. Cette démarche éthique a donc pour visée de dégager des équilibres multidisciplinaires tout en apportant de la cohérence et du sens auprès du SI en Imagerie médicale.
Ces travaux de recherches se réalisent en coopération étroite avec les laboratoires de recherches respectifs - appartenant à l’Assistance Publique des Hôpitaux de Marseille (AP-HM) -: l’Espace Éthique Méditerranéen représenté par le professeur Pierre Le Coz (Vice-président du Comité consultatif national d'éthique (CCNE)) et le Laboratoire d’Enseignement de Recherche sur le Traitement de l’Information Médicale (LERTIM) dirigé par le professeur Marius Fieschi. Une coopération avec les équipes du laboratoire IRCCyN a donné lieu à une réflexion sur les rapports entre le stockage de données médicales à travers un système "Cloud" et l'éthique .
Ces travaux de recherche se sont concrétisés entre autres par une thèse de « sciences de la vie et de la santé » – spécialité « éthique médicale » réalisée par J. Béranger à l’Université de médecine Aix-Marseille (Timone) et intitulée Modèle d’analyse éthique des systèmes d’information en santé appliquée à la cancérologie et par la publication, dans des revues tantôt spécialisées tantôt grand public, d'articles scientifiques (voir bibliographie).

### Réflexions éthiques sur l’utilisation des systèmes d’information en santé
L’émergence de l’informatisation des données médicales de santé suscite aujourd’hui à la fois de l’espérance et de la méfiance. Des interrogations surviennent devant les changements associés au développement accéléré des nouvelles technologies, et les ruptures qu'elles entrainent là où prédominait auparavant un semblant d’ordre, de valeurs, et de principes bien établis. Cela peut s’illustrer par la complexité du suivi des dossiers médicaux multimédias liée au manque de standards, la lenteur dans l’adoption par les praticiens des technologies disponibles. Dans ce contexte, il nous ait apparu inconcevable de vouloir traiter le SI sans aborder tous les paramètres environnementaux du réel qui l’entoure. À partir des ouvrages de  Jean-Loup Dherse et Hugues Minguet, de Gérard Ponçon, et de Jean Abbad, nous pouvons dégager cinq domaines qui composent cet environnement du réel : le structurel et technologique, le stratégique et méthodologique, l’organisationnel et réglementaire, le relationnel et culturel, et le financier. Ces « clés de lecture » multisectorielles du réel permettent de donner une valeur applicative et concrète au cadre éthique. 
Face aux enjeux grandissants qui entourent les Systèmes d’Information (SI) en santé, une vision éthique apparaît nécessaire afin de retrouver de la cohérence et du sens dans l’approche de cette nouvelle technologie. Cette réflexion éthique renvoie à un système de valeurs pour lesquelles sont associées quatre principes éthiques universels : l’autonomie, la bienfaisance, la non-malfaisance et la justice. Deux ouvrages font référence sur le sujet des principes éthiques en santé, il s’agit du Public health communication interventions et du Principles of Biomedical Ethics. Pour Pierre Le Coz, ces quatre principes cardinaux jouent simplement un rôle de repérage permettant à la discussion d’éviter de se fourvoyer. En aucun cas, ils ont pour vocation de résoudre tous les problèmes éthiques. Un principe formalise une valeur de nature « intuitive, subjective et imprécise » en lui donnant un contour verbal. Établir des principes contribue à amener de « l’ordre et de la cohérence dans des valeurs sociales » .
Dans ces conditions, l’éthique de l’usage d’un SI est une réponse à la complexité du SI et à la dépendance de l’établissement de santé envers lui. Une telle éthique apporte plus d’importance et de consistance à la responsabilisation du professionnel de santé. Elle doit être propre à la structure de santé, partagée entre tous et conforme à la morale et à la déontologie des métiers exercés à l’hôpital. Afin de répondre au mieux à ses responsabilités, le professionnel de santé qui s’occupe lui-même à l’informatisation des données des dossiers patients, s’attend désormais à une très bonne ergonomie du dispositif informatique, une interface utilisateur intuitive, une possibilité d’accéder aux données du patient de manière rapide et fiable, et une gestion des informations et des utilisateurs entièrement transparente (messagerie sécurisée).
Dans ces conditions, l’outil SI doit prendre en considération les quatre principes éthiques universels, d’autonomie, de bienfaisance, de non-malfaisance et de justice sur lesquels reposent le volontariat des acteurs, la confidentialité et la qualité des données garantissant la crédibilité et la fiabilité de la diffusion d’information médicale et son bien-fondé. Il doit aussi être utilisable, c’est-à-dire s’intégrer dans un programme accessible de résolutions de problèmes de nature multiple : organisationnelle, stratégique, humaine, sanitaire ou économique. 
Enfin, l’accomplissement et la réalisation de l’utilisateur dépendent de son apprentissage et de sa formation.

#### Plate-forme: Imagys community

Logo d'Imagys Community

Imagys community est une plate-forme de type réseau social dédiée à la collaboration scientifique en imagerie médicale. Cette application Internet a pour principal objectif de faciliter le travail quotidien des professionnels de l'imagerie médicale en améliorant le dialogue, l’échange et le partage d’informations médicales entre eux. À partir de ce constat, nous pouvons décrire deux volets distincts à son utilisation. 
Ainsi, la plate-forme cible :
- d’une part, les services d'imagerie médicale, en constituant une interface avec les prescripteurs. Cette solution pourra également être utilisée pour les réunions de staffs et de RCP ;
- d’autre part, la formation médicale initiale et continue, en développant l’aspect pédagogique et communautaire qu’une telle application propose.

##### Charte éthique de la plate-forme
1. Œuvrer pour le bien du patient,
2. Partager une information médicale accessible entre professionnels de santé,
3. Améliorer et renforcer l'interactivité avec les acteurs extérieurs aux structures de soins dans un souci de continuité des soins,
4. Respecter la vie privée, le secret médical et la confidentialité,
5. Renforcer la transversalité des services au sein d’une structure de santé,
6. Promouvoir la formation et le volet pédagogique,
7. Mettre en adéquation l’utilisation de l’information médicale avec l'organisation de la structure de santé,
8. Adapter une technologie aux connaissances et au savoir-faire du professionnel de santé,
9. Suivre la réglementation législative et les normes (DICOM, IHE, etc.) des images médicales,
10. Respecter les règles de stockage, d'hébergement et de diffusion instaurées par la CNIL,
11. Développer des organisations, des communautés orientées vers une mutualisation et une performance collective de cultures diverses,
12. Innover de manière pragmatique et volontariste,
13. Conjuguer les actions personnelles avec l’intérêt général,
14. S’assurer de la pertinence technique et du bien-fondé humain de la plate-forme.